# Saddlebrooke (Missouri)
Pour les articles homonymes, voir Saddlebrooke.
Le village de Saddlebrooke est situé dans les comtés de Christian et Taney, dans l’État du Missouri, aux États-Unis. Sa population s’élevait à 202 habitants lors du recensement de 2010, estimée à 238 habitants en 2016.

## Source
- (en) Cet article est partiellement ou en totalité issu de l’article de Wikipédia en anglais intitulé « Saddlebrooke, Missouri » (voir la liste des auteurs).